# 紅匂ふ
『紅匂ふ』（くれないにおふ）は、大和和紀による日本の漫画作品。原案は元祇園甲部の芸・舞妓の岩崎峰子（現在は改名し、岩崎究香）の著書『芸妓峰子の花いくさ』。

## あらすじ
京都・山科に生まれた主人公・石橋咲子が、置屋「石橋」の女将に見初められ、跡取りとして舞妓・芸妓「咲也（さくや）」になり、成長していく過程を描く。前半は生い立ちや花街のことが中心となり、後半は俳優・中川竜吾との恋愛などが中心となる。

## 漫画
2003年第19号から2007年第10号まで、講談社『BE・LOVE』で不定期連載された。同社よりコミックス全4巻、及び講談社漫画文庫全3巻が出版されている。

## 登場人物
咲也（さくや） / 本名：石橋 咲子（いしばし さきこ）
昭和24年、京都山科生まれ。11人兄弟の末っ子で、幼名は吉田珠子。10歳で芸妓置屋「石橋」の跡継ぎとなり改名。15歳で舞妓・咲也としてデビュー。「百年に一人」と噂される舞妓になる。
中川 竜吾（なかがわ りゅうご）
人気俳優。妻子持ちであるが、咲也を気に入り、やがて……。
キンタローせんせ / 本名：坂田 時夫（さかた ときお）
咲也が入院時の担当医で、兄のように慕う。
お福ばあさん（おふくばあさん）
「石橋」先代。咲也を見初めて置屋へ連れて来る。
タマ子おかあちゃん / 玉千代（たまちよ）
お福ばあさんの義理の孫娘で（実の母は「石橋」の元名妓で跡取りだった千也）、咲也の義母。三味線の地方芸妓。
山野のおかあさん（やまののおかあさん）
祇園甲部で多くの分家やお茶屋を率いる置屋「山野」の大実力者。「石橋」の本家筋にあたり、咲也の後ろ盾。
梅千代さん姐さん（うめちよさんねえさん） / 本名：吉田 梅子
咲也の実の長姉で、24歳年上。「石橋」の元売れっ子芸妓。祖母に溺愛されて育てられたためか、わがままで素行が悪い女性。咲也を嫌っている。
陽子姉ちゃん（ようこねえちゃん）
咲也の実の姉。「石橋」の奥向きの仕事を手伝っている。
ゆり香さん姐さん（ゆりかさんねえさん） / 本名：岡本 恵
祇園の名花と唄われた芸妓。咲也が最も慕う姐さん。
いづ美・菊丸・小雪
咲也と同期の舞妓たち。